# Милета Јакшић
Милета Јакшић (Српска Црња, 29. март 1863 — Београд, 8. новембар 1935) био је православни свештеник и српски песник.

## Живот
Милета Јакшић, синовац Ђуре Јакшића, потиче из банатске свештеничке породице. Деда Дионисије и отац Јован су били свештеници у Српској Црњи. Мајка Емилија је умрла кад је имао 7 година. Основну школу је завршио у Српској Црњи, па га је отац уписао у Велику српску гимназију у Новом Саду, коју је похађао од 1880. до 1889. године. Осми разред и матуру је завршио у Осијеку школске 1888/89. године. Од следеће, 1890, учио је богословију у Карловцима, и тада је био потпредседник па председник књижевног богословског друштва "Слога". Када је завршио богословију 1893. године, уписао се на Филозофски факултет у Бечу, на коме је кратко време слушао професора Јагића, Минора и друге, али је факултет убрзо напустио због материјалних разлога. Конкурисао је безуспешно јуна 1894. године за место ђакона, у Великом Бечкереку. Радио је од 1896. до 1899. године као наставник монашке школе у Хопову у којој је предавао српски језик, историју и хомеолитику. Сам себе је назвао Ленски из (Х)Опова, док је писао стихове живећи на Фрушкој гори. После укидања монашке школе боравио је у Црњи од 1899. до 1901, па је тражећи ново запослење, из Црње отишао и Темишвар, на дужност конзисторијалног подбележника, где је радио од 1901 до 1903. године. У Темишвару није остао дуго, па се 1904. године вратио у Црњу, примио као помоћник парохију преминулог оца. Потврђен је за црњанског пароха 1907. године и ту остао до 1920. године. За време балканских ратова је скупљао прилоге за српски и црногорски Црвени крст, због чега је 1915. године осуђен на 15 дана затвора.
После рата 1919. године напустио је свештенички позив и отишао у Нови Сад, где је радио као библиотекар Матице српске. Маја 1921. године постављен је за суплента катихету у новосадској Мушкој гимназији. Као народни посланик демократа, иступио је јуна 1921. године из Демократске странке, и пришао режиму. Био је то велики идеолошки заокрет, јер је он од 1907. године уз Васу Стајића предњачио међу "кикиндским демократама", окупљених око листа "Српског гласа". Почетком 1922. године након што је поднео оставку Матици српској, отишао у Београд, где је радио као секретар Министарства социјалне политике. У Новом Саду је 1928. године склопио грађански брак са Вршчанком Зорком Андрејевић, тада учитељицом у Кларији, у Банату. Са њом је имао ћерку Емилију (1949. године трагично погинула у саобраћајној несрећи). Јакшић је по молби 1923. године пензионисан. Примљена је трочлана породица Јакшић за члана београдске Општине, марта 1932. године. У Београду је живео повучено, готово сиромашки, са породицом, далеко од очију јавности. Болујући од шећерне болести остао је у Београду до своје смрти. Сахрањен је на Новом гробљу у гробници свог стрица, а 1970. године је постављена плоча на родној кући у Српској Црњи.

## Значајнија дела
- Песме, Београд 1922.
- Дечја збирка песама и прозе, Нови Сад 1929.
- Сунчаница, Београд 1929.
- Легенде и приче за децу и одрасле, Београд 1931.
- Мирна времена, Београд 1935.
- Деоба врлика, Нови Сад б. г.
- Свети апостол Павле, живот му и рад, Нови Сад б. г.
- Велика тишина (збирка изабраних песама, објављена за пожаревачку едицију Браничево)
- Нечиста кућа (збирка од 22 приповетке у којој се налази његова приповетка Мистерије)
- Роман усамљеног човека (његов аутобиографски роман који се налази у архиви Матице српске)
- Урок (драма за коју се до 2010. године мислило да је недовршена. У поменутој години целовита драма је први пут објављена.)

## Уредио је књиге
- Дечја збирка, Ј. Ј. Змаја (Нови Сад, 1929)
- Дечја збирка песама, Војислава Илића (Нови Сад, 1929)

## Сарадња у часописима и листовима
- Невен (1884—1887)
- Јавор (1891—1893)
- Стражилово (1892—1894)
- Отаџбина (1892)
- Босанска вила (1892—1895, 1910-1911, 1914)
- Дело (1894)
- Женски свет (1894)
- Бранково коло (1895—1899, 1903, 1906—1909, 1914)

## Критика о њему
О њему је Исидора Секулић забележила да је био заокупљен природом, а не човеком, у његовим исказима о природи, у његовим песничким пејзажима нема човека. Исидора Секулић је писала да је он ишао за природом као месечар за месецом. Љубомир Недић је негативно оценио Јакшићеве Песме из 1899. године. Они који су Јакшића познавали сматрали су да је Недићева критика и била повод за Јакшићево трогодишње ћутање и усамљеност. Милан Кашанин је тумачио песников однос према природи. Он је сматрао да при сусрету са природом Јакшића привлачи њено биће, као и судбина која је слична његовој. Колико је значајна личност био Јакшић, говори и то да је Алекса Шантић крајем децембра 1899. објавио у Бранковом колу песму Милети Јакшићу чији је поднаслов Кад сам прочитао прву књигу његових песама. Богдан Поповић своју Антологију завршава песмом Милете Јакшића, а Скерлић га је до данас, поред Вељка Петровића, сматрао најбољим песником старе Војводине. Своју прву збирку песама објављену 1899. у Кикинди Јакшић је послао Костићу, Дучићу и Матошу. Матош му се захвалио на књизи и замолио га за малу помоћ. О њему су још писали и Дучић, Марко Цар, Милорад Ј. Митровић, Драгутин Илић, Бранко Лазовић и други.